# Ževart
Ževart [žévart] je priimek več znanih Slovenk in Slovencev.

## Znane nosilke in nosilci priimka
- Danica Ževart  (rojena Zupančič) (1935–2014), etnologinja, pedagoginja, planinska delavka
- Janko Ževart (1923–2002), politik
- Milan Ževart (1927–2006), zgodovinar, muzealec
- Mojca Ževart, zgodovinarka, muzealka
- Rok Ževart, arhitekt
- Rudi Ževart (*1935), športni delavec (Bloudkova plaketa)
- Sandi Ževart (*1966), rock? glasbenik, baskitarist